# Юханссон, Элин
Элин Юханссон (швед. Elin Johansson, 5 августа 1990) — шведская тхэквондистка, призёрка чемпионатов Европы и Европейских игр, участница Олимпийских игр 2012 и 2016 года.

## Биография
Родилась в 1990 году в Шеллефтео. В 2008 году стала бронзовой призёркой чемпионата Европы. В 2012 году вновь завоевала бронзовую медаль чемпионата Европы. В 2015 году стала бронзовой призёркой Европейских игр.